# Všechovický tis
Všechovický tis je starý památný strom, který se obvodem kmene řadí k 10 nejmohutnějším tisům v České republice.

## Základní údaje
- název: Všechovický tis[1], Tis Jana Jiskry z Brandýsa[2]
- výška: 11 m[1]
- obvod: 305 cm[1]
- věk: 900-1000 let[2], do 400 let[3]

## Stav stromu a údržba
Tis je široce rozložitý, původní kmen byl zlomený a vyhnívá. V roce 1966 byl popisován jako zvolna odumírající, přesto stál žije.

## Historie a pověsti
Tis byl původně součástí zámecké zahrady. Předpokládá se, že vznikla, když původní tvrz koupil na konci 16. století koupil Jan Želecký z Počenic a na jejím místě vystavěl renesanční zámek. Do dnešní podoby byl dostavěn na počátku 19. století. Zahrada je v současné době otevřená, funguje jako park a v průběhu druhé poloviny minulého století došlo na úpravu, jejímž vlivem tis od zámku dělí silnice.

## Další zajímavosti
Tisu měl být věnován prostor v pořadu České televize Paměť stromů, konkrétně v dílu číslo 13. Nejen duby, buky a lípy. Příslušný obraz byl natočen, ale z důvodů omezené stopáže musel být při zpracování vynechán.

## Památné a významné stromy v okolí
Nedaleko tisu byla roku 1968 vysazena Lípa republiky.